# Karbalayi Safikhan Karabakhi
Karbalayi Safikhan Karabakhi (en azerí: Kərbəlayı Səfixan Sultanhüseyn oğlu Qarabaği; Shusha, 1817 – Shusha, 1910) fue un arquitecto de Azerbaiyán, uno de los representantes de la escuela de arquitectura de Karabaj.

## Biografía
Karbalayi Safikhan Karabakhi nació en la ciudad Shusha en 1817.
En 1883 él completó la Mezquita Yukhari Govhar Agha en Shusha. La Mezquita Ashaghi Govhar Agha, la Mezquita Saatli, la Mezquita Ağdam, la Mezquita de Haji Alakbar en Fuzuli, el Mausoleo Imamzade en Bardá, la Mezquita Tatar en Odesa, la Mezquita Qarabaghlar en Asjabad y otros edificios en Alto Karabaj se construyeron según proyectos de Karbalayi Safikhan Karabakhi.

## Galería

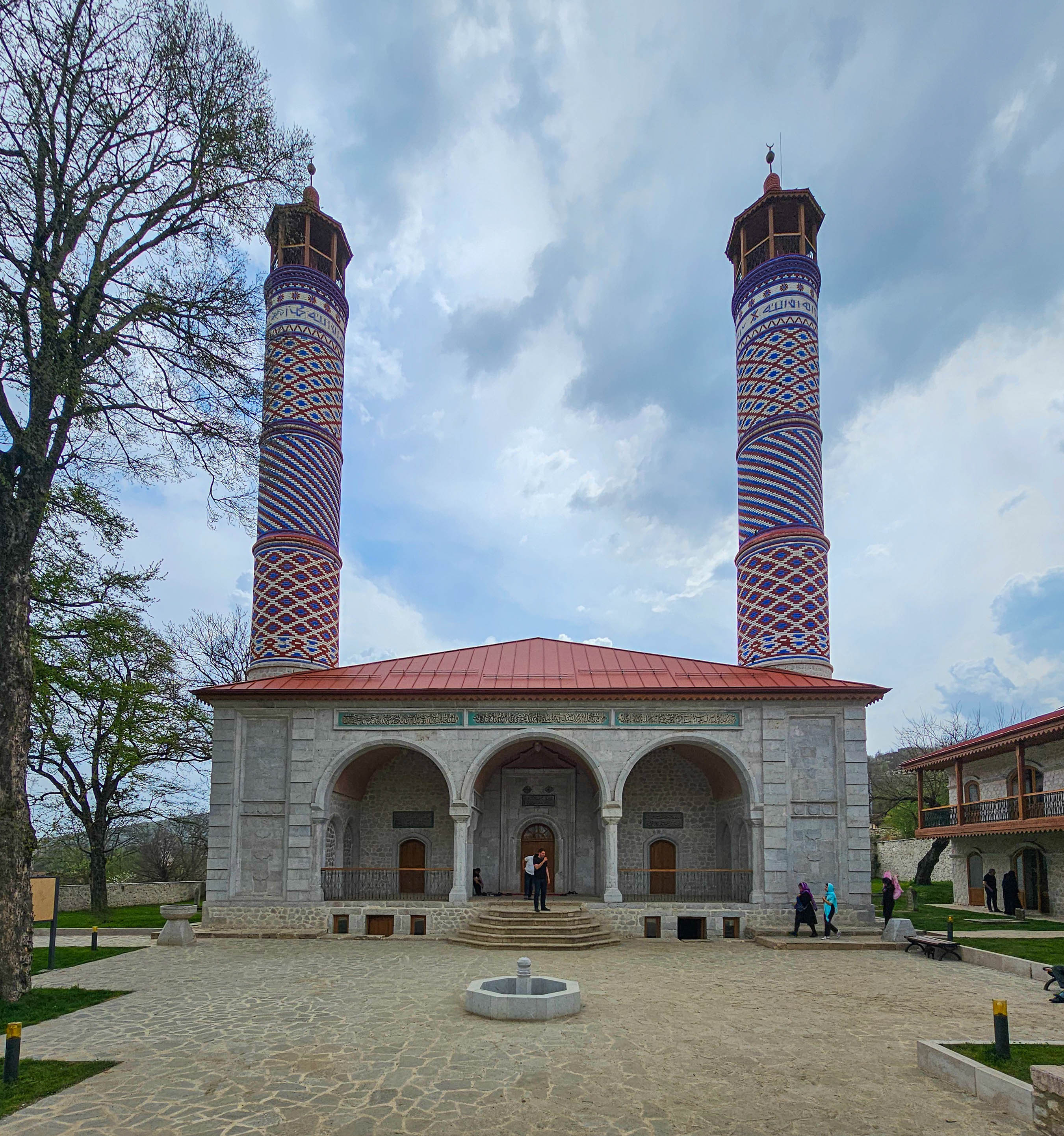
Mezquita Yukhari Govhar Agha
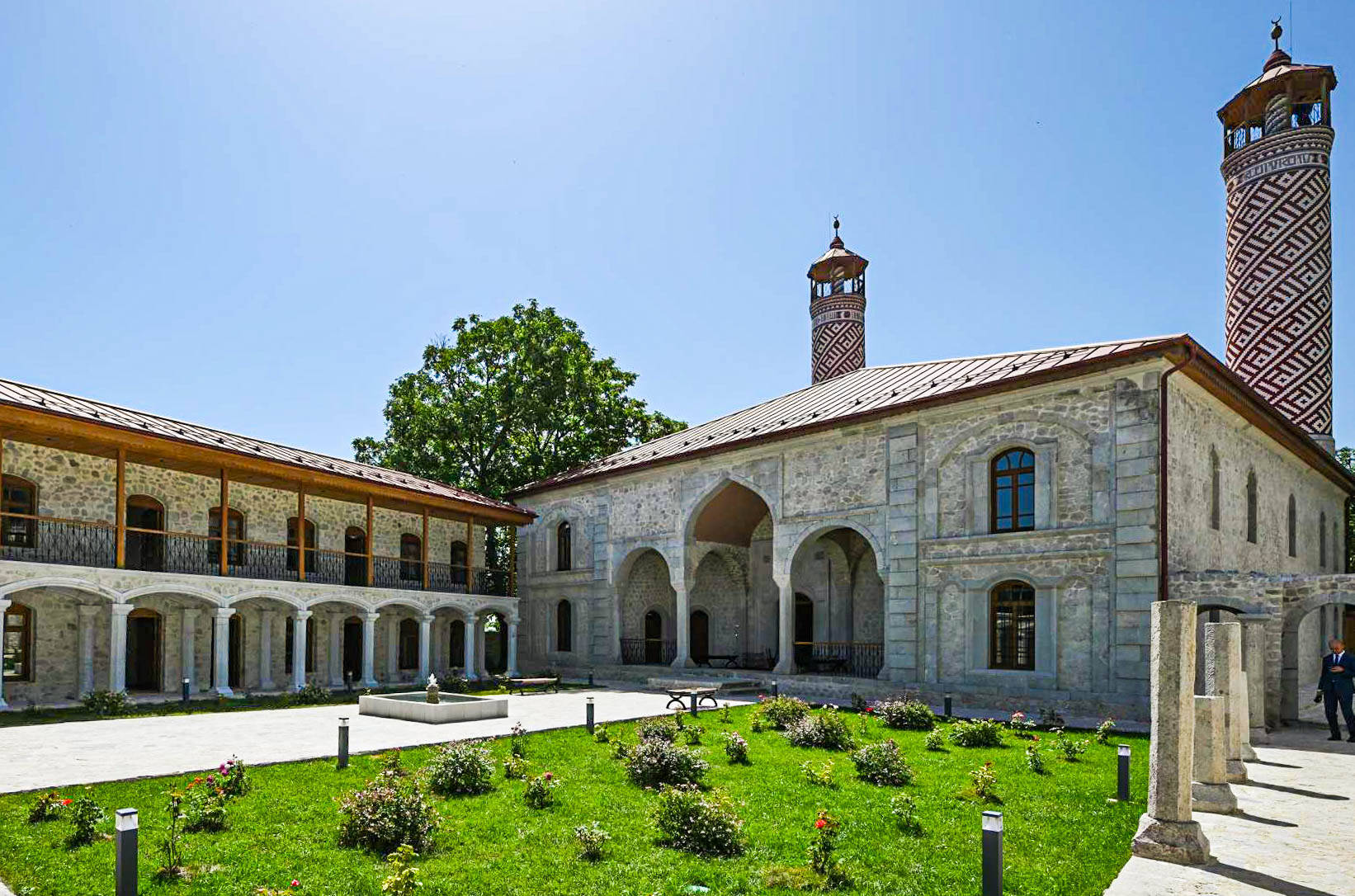
Mezquita Ashaghi Govhar Agha
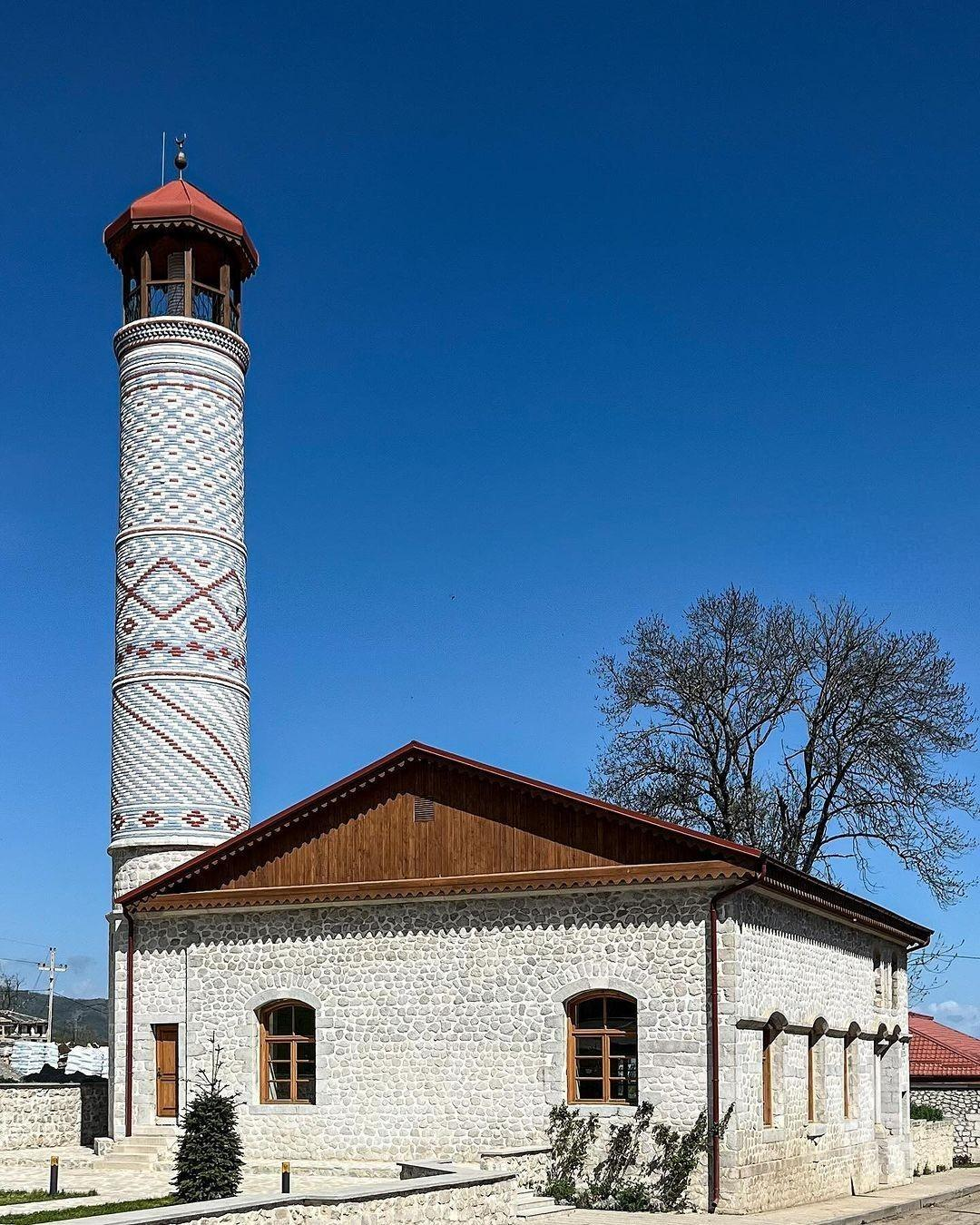
Mezquita Saatli
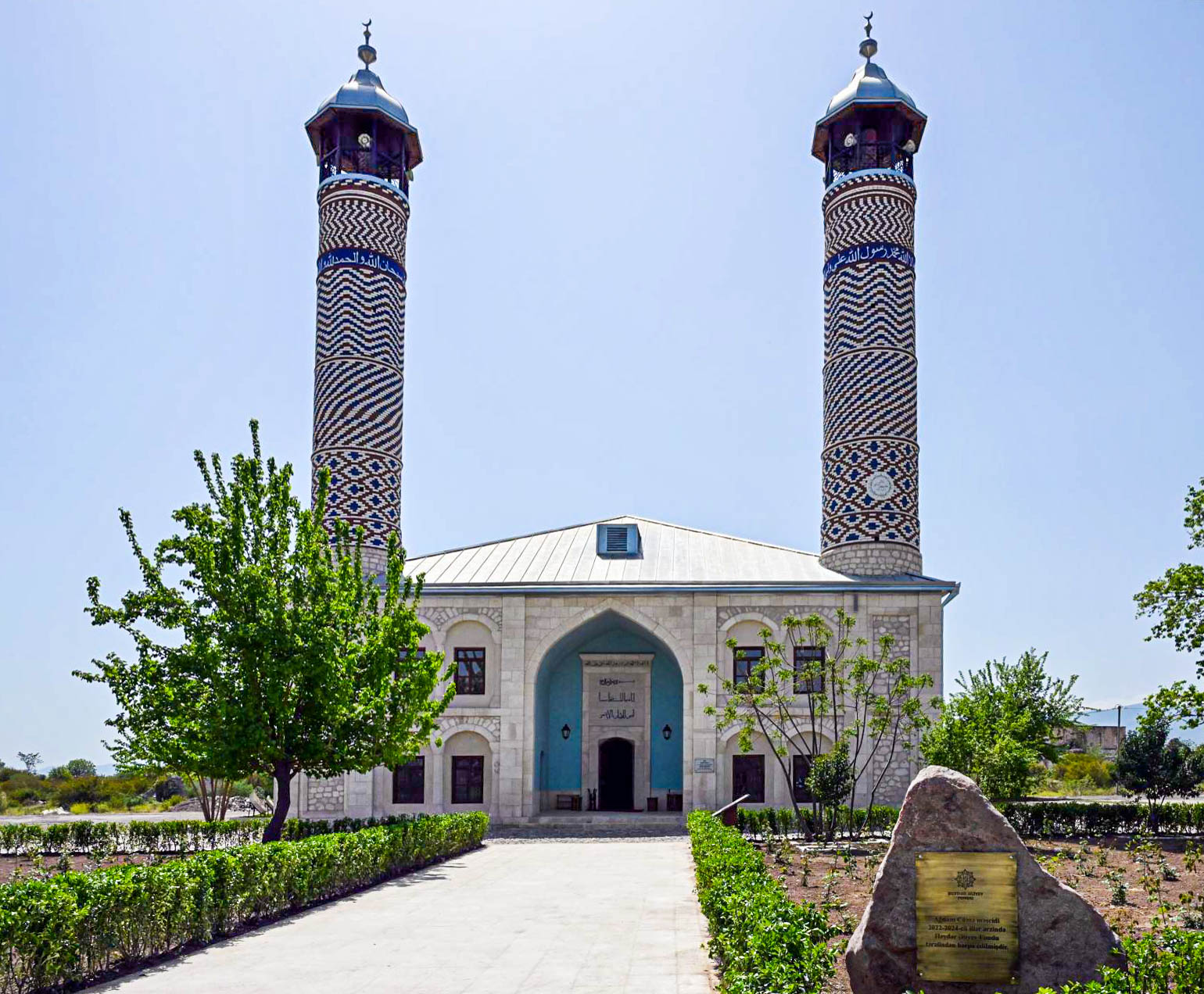
Mezquita Ağdam
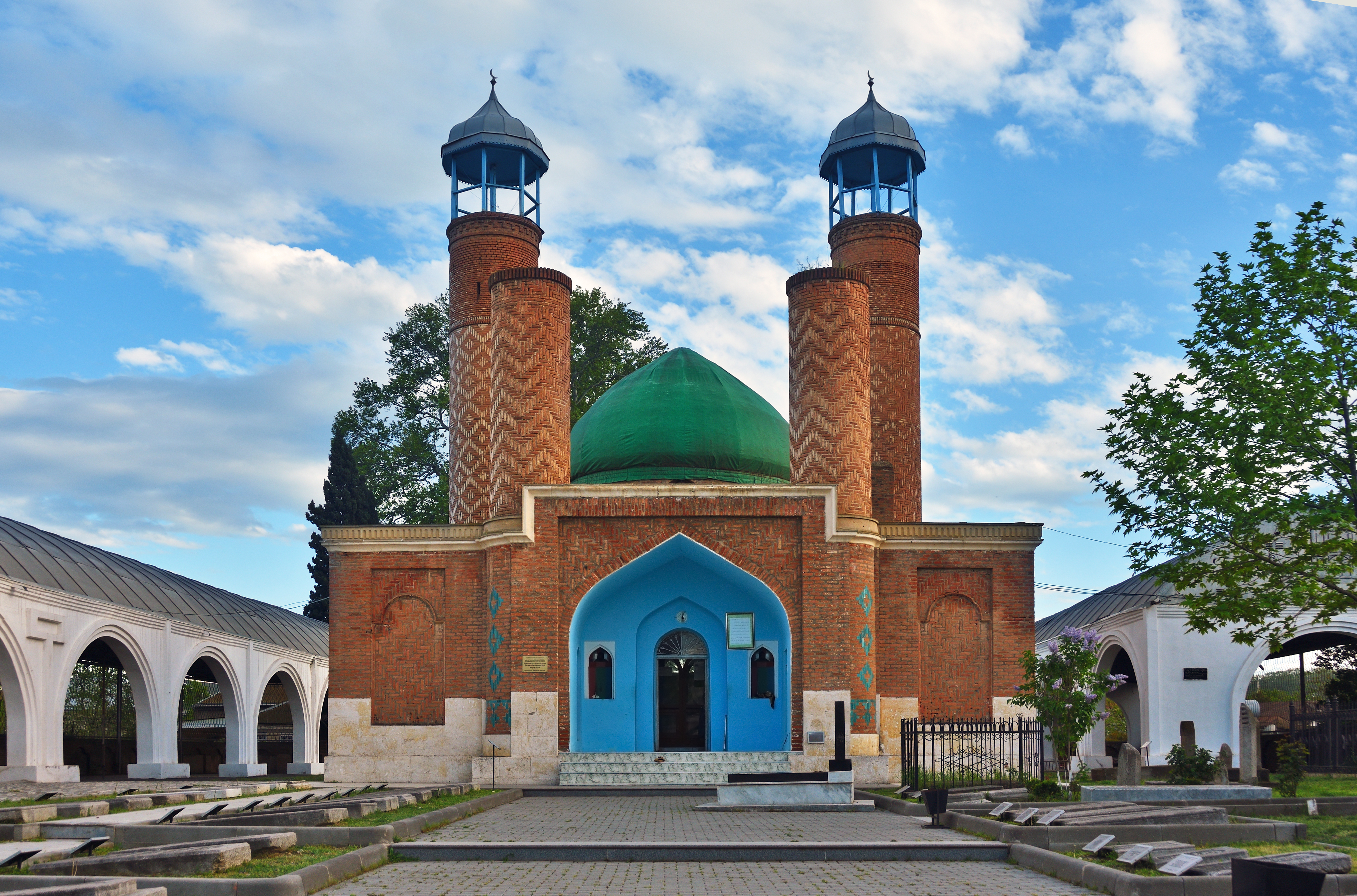
Mausoleo Imamzade en Bardá